# CBF-Certificaat
Het CBF-Certificaat voor kleine goede doelen is de erkenning van het Centraal Bureau Fondsenwerving (CBF) voor kleine fondsenwervende instellingen in Nederland.
Het Centraal Bureau Fondsenwerving verleent sinds 2009 een CBF-Certificaat aan kleine goede doelen. Het CBF verstaat onder een klein goed doel een fondsenwervende instelling waarvan de som der baten niet groter is dan 500.000 euro per jaar. 
Wil een fonds in aanmerking komen voor een CBF-Certificaat voor kleine goede doelen dan moet het ten minste drie jaar actief fondsenwerven in Nederland en aan een aantal criteria voldoen. De instelling wordt getoetst op de onderdelen bestuur, beleid en bestedingen, fondsenwerving en verslaggeving. Het CBF-Certificaat voor kleine goede doelen geldt voor een periode van drie jaar. Tussentijds worden er controles uitgevoerd.
In april 2011 telde het CBF 69 Certificaathouders. Het CBF-Certificaat voor kleine goede doelen valt onder de accreditatie van de Raad van Accreditatie en is opgenomen als erkend keurmerk op de website Consuwijzer van de Autoriteit Consument en Markt.